# Mount Zion
|  | Per a altres significats, vegeu «Mount Zion (Geòrgia)». |

Mount Zion és una vila dels Estats Units a l'estat d'Illinois. Segons el cens del 2000 tenia 4.845 habitants.

## Demografia
Segons el cens del 2000, Mount Zion tenia 4.845 habitants, 1.819 habitatges, i 1.409 famílies. La densitat de població era de 496,2 habitants/km².
Dels 1.819 habitatges en un 39,7% hi vivien nens de menys de 18 anys, en un 67,2% hi vivien parelles casades, en un 8% dones solteres, i en un 22,5% no eren unitats familiars. En el 19,8% dels habitatges hi vivien persones soles el 5,8% de les quals corresponia a persones de 65 anys o més que vivien soles. El nombre mitjà de persones vivint en cada habitatge era de 2,63 i el nombre mitjà de persones que vivien en cada família era de 3,03.
Per edats la població es repartia de la següent manera: un 28,3% tenia menys de 18 anys, un 7,2% entre 18 i 24, un 28% entre 25 i 44, un 26,2% de 45 a 60 i un 10,3% 65 anys o més.
L'edat mediana era de 38 anys. Per cada 100 dones de 18 o més anys hi havia 95,7 homes.
La renda mediana per habitatge era de 54.936 $ i la renda mediana per família de 60.530 $. Els homes tenien una renda mediana de 46.133 $ mentre que les dones 25.438 $. La renda per capita de la població era de 22.784 $. Aproximadament el 4,9% de les famílies i el 5% de la població estaven per davall del llindar de pobresa.

## Poblacions properes
El següent diagrama mostra les poblacions més properes.